# Busan (Syria)
Busan (arab. بوسان) – miejscowość w Syrii, w muhafazie As-Suwajda. W 2004 roku liczyła 1332 mieszkańców.